# Drymaeus
Drymaeus é um grande gênero de caracóis tropicais de médio porte, moluscos gastrópodes pulmonados terrestres pertencentes à subfamília Peltellinae, da família Bulimulidae. Trata-se de um dos gêneros mais ricos em espécies entre os moluscos terrestres neotropicais, abrangendo aproximadamente 300 espécies distribuídas desde a Flórida até a América Central e do Sul. Este gênero é um dos mais ricos em espécies de ocorrência no Brasil, com aproximadamente 55 espécies observadas.

## Taxonomia
O nome Drymaeus foi introduzido pela primeira vez por Johann Christian Albers, em 1850, como um subgênero de Bulimus Bruguière, 1789, e continua sendo objeto de ativa pesquisa taxonômica e evolutiva. Atualmente, é classificado na família Bulimulidae, um grupo de caracóis predominantemente arborícolas pertencentes à superfamília Orthalicoidea. Historicamente, a classificação dentro de Drymaeus baseou-se fortemente na morfologia da concha, mas essa abordagem revelou-se problemática devido à ampla plasticidade fenotípica e à evolução convergente. Como resultado, várias espécies foram classificadas erroneamente ou sinonimizadas de forma prematura.
Este gênero compreende dois subgêneros, Drymaeus e Mesembrinus. No entanto, não há consenso sobre o status do subgênero Mesembrinus. Alguns autores consideram Drymaeus e Mesembrinus como sinônimos, alguns elevam Mesembrinus ao nível de gênero, e outros listam todas as espécies sob Drymaeus, sem mencionar subgênero ou apresentação alternativa.

## Distribuição e habitat
As espécies de Drymaeus estão distribuídas principalmente pela região Neotropical, desde a Flórida e o México, passando pela América Central até a América do Sul, incluindo a bacia Amazônica, os contrafortes dos Andes, a Mata Atlântica e outros biomas no Brasil e na Argentina.
A maioria das espécies é arborícola ou semi-arborícola, preferindo ambientes úmidos e sombreados, como florestas tropicais de baixa altitude e florestas nubladas. Elas são geralmente encontradas em folhas, troncos de árvores e na serrapilheira, onde os níveis de umidade são elevados. Sua dieta é composta principalmente por biofilme, algas e material vegetal em decomposição. Muitas espécies apresentam tolerâncias ecológicas restritas e exigências de habitat especializadas, o que as torna vulneráveis ao desmatamento e à fragmentação do habitat. Consequentemente, diversas espécies do gênero provavelmente estão ameaçadas, embora poucas tenham sido formalmente avaliadas devido a incertezas taxonômicas.

## Espécies
Atualmente, cerca de 300 espécies estão classificadas no gênero Drymaeus. Devido às revisões taxonômicas em andamento, esse número exato está sujeito a alterações; algumas espécies anteriormente atribuídas a Drymaeus foram transferidas para os gêneros Antidrymaeus e Mesembrinus. Ambos eram anteriormente considerados subgêneros de Drymaeus, mas foram elevados ao nível de gênero para refletir pesquisas recentes sobre sua evolução e relações filogenéticas.